# Auguste Truphème (homme politique)
Ne doit pas être confondu avec Auguste Truphème (peintre).
Auguste Truphème  est un homme politique français, né le 21 septembre 1932 à Gap et mort le 30 septembre 2024 à Laragne-Montéglin. Retraité agricole, il est président du conseil général des Hautes-Alpes de 2004 à 2008 et maire de Laragne-Montéglin de 2008 à 2014.

## Biographie
Conseiller municipal de Laragne pendant 25 ans, de 1964 à 1989, puis conseiller municipal d'opposition de 2001 à 2008, il remporte, avec sa liste, les élections municipales de mars 2008, en battant la députée-maire (UMP) Henriette Martinez. Grâce à sa victoire à Laragne, il accède à la présidence de la Communauté de communes du Laragnais.
Il est élu conseiller général du canton de Laragne-Montéglin en 2001, réélu en 2008. Il élu président du conseil général des Hautes-Alpes en 2004 face à Alain Bayrou (UMP) par 15 voix sur 30 et à la faveur de l'âge. Jean-Yves Dusserre (UMP) lui succède à la présidence du conseil général en 2008.
En septembre 2008, il est le candidat de la gauche (soutenu par le PS et le PCF) pour les élections sénatoriales. Le sortant Pierre Bernard-Reymond (UMP) est réélu au second tour 57,72 % des voix contre 40,11 % à Auguste Truphème et 2,17 % à Michel Olivier (Verts).
Auguste Truphème annonce mi-janvier 2014 qu'il ne sera pas candidat à sa propre succession à la mairie de Laragne-Montéglin. Henriette Martinez (UMP) lui succède, retrouvant une fonction qu'elle avait déjà occupée de 1991 à 2008. Il annonce en 2014 qu'il ne sera pas candidat à sa succession aux départementales de mars 2015. Retiré de la vie politique, il se dit favorable à un département unique qui regrouperait les Hautes-Alpes et les Alpes de Haute-Provence.
Il meurt le 30 septembre 2024 à Laragne-Montéglin, à l'âge de 92 ans.

## Décoration
- Chevalier de la Légion d'honneur (12 juillet 2013)[8].